# ＃遙距戀愛 普通的戀愛是邪道
《過防疫小姐》是日本電視台在日本電視台週三連續劇所制作的電視劇。主演是波瑠。本劇是今天不上班和世界上最艱難的戀愛同樣制作陣容的第三彈戀愛弱者電視劇。是日本地上和黃金時段首次真實描寫COVID-19影響下的世界的電視劇。
本劇是描寫在鐘木制紙公司工作的產業醫大櫻美美，雖然是美女但因為抖S而一直沒有男朋友。而在某一天，在同僚富近友理的推介之下，以「草餅」（草モチ）的名義在網絡游戲上結友，和一名「檸檬」的網友開始網戀的故事。後來，大櫻發現「檸檬」的網友就在自已公司，並開始希望將其找出來。
本劇可以在日本的hulu平台上觀看，而且川榮李奈主演的衍生劇《戀愛進化論》也會在hulu播出。Blu-ray和DVD BOX於2021年5月26日開始出售。
日劇學院賞認為此劇每周都使觀眾們心動不已，是一套戴着口罩演出的劃時代劇集。

## 人物
- 大櫻美美 波瑠[1]飾
- 青林風一  松下洸平[12]飾
- 五文字順太郎  間宮祥太朗[12]飾
- 八木原大輝 高橋優斗[12]飾
- 我孫子沙織 川榮李奈[13]飾
- 乙牧栞  福地桃子[13]飾
- 岬恒雄 渡辺大[12]飾
- 富迎友理 江口德子[13]飾
- 朝鳴肇 及川光博[12]飾

## 工作人員
- 劇本：水橋文美江[1]
- 導演：中島悟、丸谷俊平[14]
- 音樂：得田真裕[14]
- 主題曲：福山雅治 「心音」[15]
- 製作人：加藤正俊（日语：加藤正俊）（主制作人）、櫨山裕子（日语：櫨山裕子）、秋元孝之[14]
- 制作：日本電視台、Office Crescendo[16]

## 外部連結
官方网站（日語）
- 互联网电影数据库（IMDb）上《＃遙距戀愛 〜普通的戀愛是邪道〜》的资料（英文）
- 豆瓣电影上《＃遙距戀愛 〜普通的戀愛是邪道〜》的資料 （简体中文）

| 日本 日本電視台週三連續劇                   | 日本 日本電視台週三連續劇                                    | 日本 日本電視台週三連續劇 |
| ------------------------------------------- | ------------------------------------------------------------ | ------------------------- |
|                                             | ＃遙距戀愛 〜普通的戀愛是邪道〜 （2020年10月14日－12月23日） |                           |
| 我們的愛情不正常 （2020年8月12日－9月30日） | 我家女兒交不到男朋友！！ （2021年1月13日－3月17日）          |                           |